# Josef Pirlet

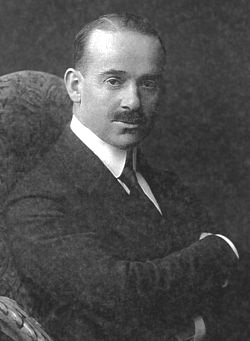
Josef Pirlet, ca. 1920

Josef Pirlet (* 12. April 1880 in Aachen; † 11. Januar 1961 in Köln) war ein deutscher Bauingenieur.

## Leben
Pirlet wuchs in Aachen auf. Nach der Schulzeit folgte ein Studium im Bauingenieurwesen an der Technischen Hochschule Aachen unter anderem bei August Hertwig. Es folgte 1906 seine Promotion. 
1909 wurde er als Prüfstatiker zugelassen und gründete in Aachen ein noch bestehendes Ingenieurbüro. Zu seinen späteren Mitarbeitern gehörte Hans Ebner. Parallel dazu wirkte Pirlet er an der Technischen Hochschule, erhielt 1912 einen Lehrauftrag für Statik der Baukonstruktionen und habilitierte sich 1913 als Privatdozent. Bekannt wurde seine Beiträge zur Theorie hochgradig statisch unbestimmter Systeme.
1919 heiratete er Else Giani (1897–1988), eine Enkelin von Caspar Giani. Aus der Ehe gingen neun Kinder hervor, darunter der ebenfalls als Bauingenieur tätige Eugen Pirlet (1927–1985) und der Mediziner Karl Pirlet (1920–2010).
Im Mai 1926 wurde er zum Honorarprofessor der Fakultät II der Technischen Hochschule Aachen ernannt. Zu Beginn der 1930er Jahre verlegte er sein Büro nach Köln.
1935 wurde er – wie einige andere Persönlichkeiten des öffentlichen Lebens, die dem Nationalsozialismus kritisch gegenüberstanden – wegen angeblicher Devisenvergehen angeklagt, vom Landgericht Berlin verurteilt und in der Justizvollzugsanstalt Moabit inhaftiert. Nachdem der Völkische Beobachter darüber berichtet hatte, wurde er im Sommer 1935 vom Erziehungsministerium beurlaubt und schied im März des folgenden Jahres aus dem Lehrkörper der Hochschule aus.
Nach dem Zweiten Weltkrieg richtete er zur Durchführung von Sicherungsmaßnahmen an zahlreichen historischen Bauten erneut ein Büro in Aachen ein, das er neben dem Hauptbüro in Köln führte. 1955 nahm er Matthias Kempen als Partner in das Aachener Büro auf, das nun unter Pirlet & Kempen, Diplom-Ingenieure firmierte. Das Kölner Büro hatte seinen Sitz im Obergeschoss des Kunsthauses Lempertz am Neumarkt.
Pirlet starb 1961 im Alter von 80 Jahren. Die Grabstätte befindet sich auf dem Kölner Melaten-Friedhof.

## Nachwirkung
Nach Pirlets Tod übernahmen sein Sohn Eugen das Ingenieurbüro in Köln und Matthias Kempen das Ingenieurbüro in Aachen als jeweilige Alleininhaber. 1985 wurde das Kölner Büro unter dem Namen Pirlet & Partner Baukonstruktionen Ingenieurgesellschaft mbH in eine Kapitalgesellschaft umgewandelt. Geschäftsführender Mehrheitsgesellschafter wurde Josef Pirlets Enkel Alexander Pirlet. 2015 zog das Büro in ein Bürohaus am Hohenstaufenring um. Neben den Gesellschaftern hat es ca. 70 fest angestellte Mitarbeiter.

## Werk

### Bauten (Auswahl)

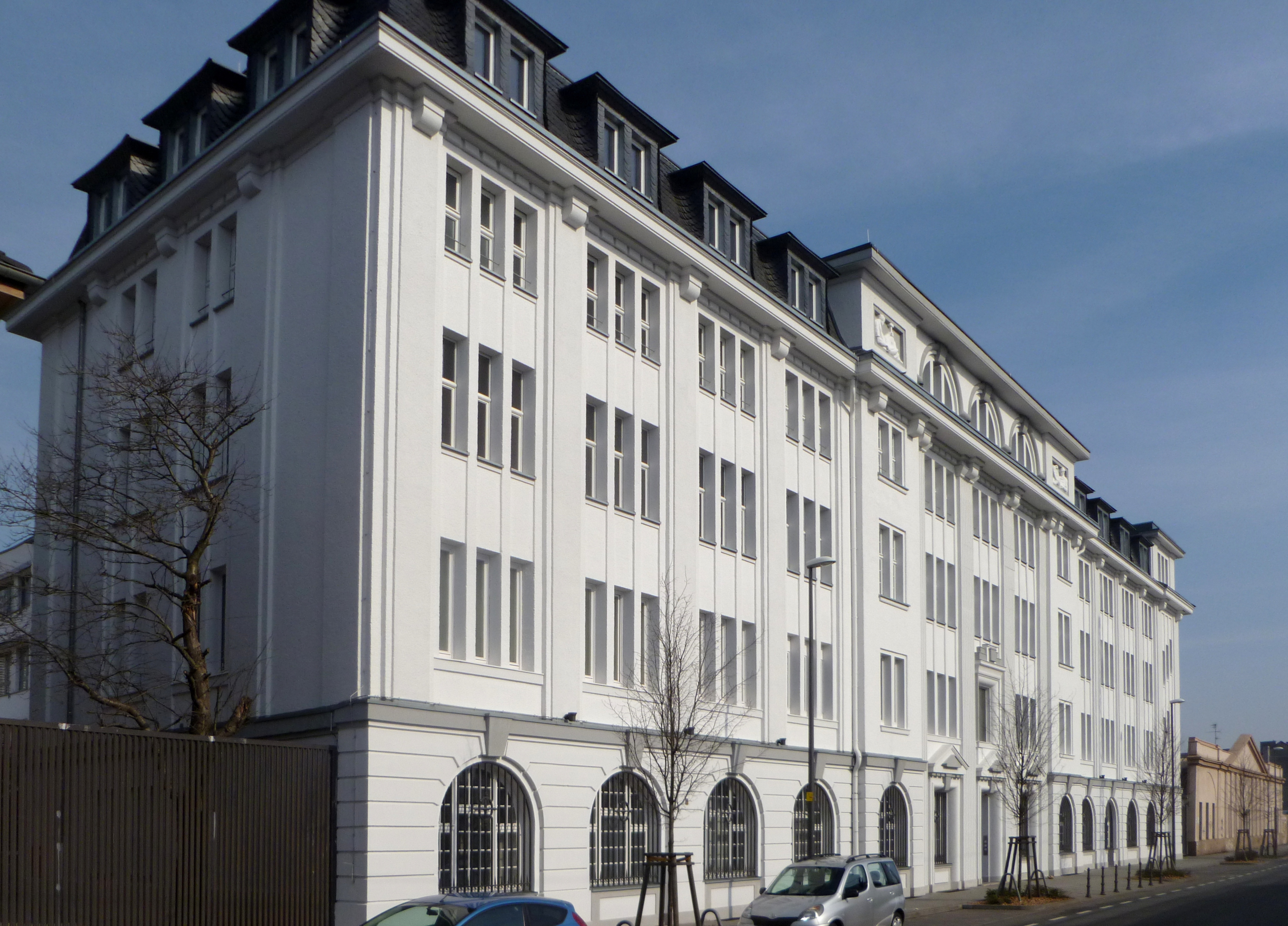
Hauptgebäude der Rheinische Nadelfabriken AG in Aachen

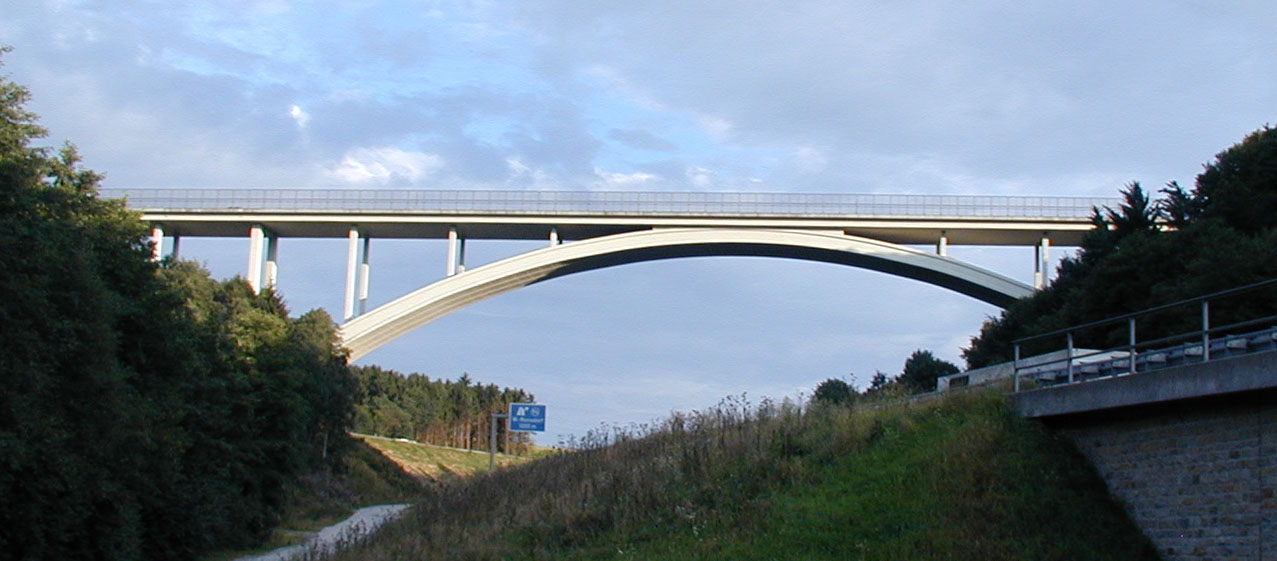
Blombachtalbrücke

- 1924–1926: Hauptgebäude der Rheinische Nadelfabriken AG in Aachen (unter Denkmalschutz; umgebaut zum Haus der Identität und Integration)
- 1937: Hangbefestigung am Grundstück von Konrad Adenauer in Rhöndorf[4]
- 1945 ff.: statische Sicherung des Aachener Doms
- 1945 ff.: Wiederaufbau des Aachener Rathauses
- 1949–1950: Wiederaufbau der Kemnader Ruhrbrücke im Zuge der L 551 zwischen Hattingen-Steinenhaus und Bochum-Stiepel
- 1957–1959: Blombachtalbrücke der L 419 über die Bundesautobahn 1 in Wuppertal (mit Hellmut Homberg)

### Schriften
- Die Berechnung statisch unbestimmter Systeme, in: Der Eisenbau, No. 1, H. 9, S. 331–349.
- Statik der rahmenartigen Tragwerke. Julius Springer Verlag, Berlin 1951.
- Kompendium der Statik der Baukonstruktionen. Julius Springer Verlag, Berlin o. J.
- Beitrag zur Berechnung von Trägerrosten in torsionssteifen Brückenfahrbahntafeln. Westdeutscher Verlag, Opladen 1952.
- Die Trägerrost-Hohlplatte. (hrsg. vom Wirtschafts- und Verkehrsministerium Nordrhein-Westfalen) Düsseldorf 1954.

## Auszeichnungen
- Komtur des päpstlichen Silvesterordens
- 1955: Großes Bundesverdienstkreuz
- 1956: Umbenennung des ehemaligen Pontwegs in Aachen in Professor-Pirlet-Straße
- Das Hörsaalgebäude PPS der RWTH Aachen ist nach Professor Pirlet benannt.
- Seit 2000 vergibt der Dekan der Fakultät für Bauingenieurwesen der RWTH jährlich den nach ihm benannten Josef-Pirlet-Preis (dotiert mit 6.000 €) für außergewöhnliche Studienleistungen. Der Preis wurde anlässlich des 90-jährigen Bestehens des Ingenieurbüros Pirlet durch seinen Enkel und Büronachfolger Alexander Pirlet gestiftet.